# ドミトリー・セルゲイエフ
ドミトリー・セルゲイエフ（Dmitry Sergeyev 1968年12月22日-) は旧、ソ連のペルミ地方出身の柔道選手。現役時代は95kg級の選手。身長192cm。

## 人物
1992年バルセロナオリンピック95kg級にはEUN代表として出場して、3回戦でハンガリーのアンタル・コバチに有効で敗れるが、敗者復活戦を勝ち上がって銅メダルを獲得した。1995年の世界選手権では決勝でポーランドのパウエル・ナツラに指導で敗れて2位だった。翌年の1996年アトランタオリンピックでは3回戦で韓国の金岷秀に技ありで敗れるなどして9位にとどまった。

## 主な戦績
- 1988年 - ヨーロッパジュニア　3位
- 1990年 - ドイツ国際　優勝
- 1990年 - オランダ国際　3位
- 1991年 - 韓国国際　優勝
- 1992年 - ハンガリー国際　優勝
- 1992年 - ヨーロッパ選手権　2位
- 1992年 - バルセロナオリンピック　3位
- 1992年 - 嘉納杯　3位
- 1993年 - ロシア国際　優勝
- 1993年 - ポーランド国際　優勝
- 1993年 - 世界選手権　5位
- 1994年 - 正力国際　2位
- 1994年 - ヨーロッパ選手権　3位
- 1994年 - ワールドカップ団体戦　3位
- 1995年 - ロシア国際　優勝
- 1995年 - ヨーロッパ選手権　2位
- 1995年 - 世界選手権　2位
- 1996年 - ロシア国際　3位
- 1996年 - ハンガリー国際　3位
- 1996年 - ヨーロッパ選手権　3位